# Les Raquetteurs
 (décembre 2020).
- Si vous ne connaissez pas le sujet, laissez ce bandeau (vous pouvez alors contacter les auteurs).
- Si vous supprimez le contenu mis en cause (vous pouvez préalablement contacter les auteurs),

argumentez précisément cette suppression dans la page de discussion
(un manque de référence n'est pas un argument ; une recherche réelle de référence doit avoir été effectuée, être formellement documentée).
Pour plus de détails, voir Fiche technique et Distribution.
Les Raquetteurs est un film documentaire québécois réalisé par Michel Brault et Gilles Groulx, sorti en 1958.
Ce film marque un tournant dans l'histoire du cinéma. Sa paternité est généralement attribuée à Michel Brault, parfois à Gilles Groulx, mais jamais à Marcel Carrière, bien que sa contribution à la nouveauté de ce film soit indéniable.

## Fiche technique
- Titre : Les Raquetteurs
- Réalisation : Michel Brault, Gilles Groulx
- Scénario :
- Photographie : Michel Brault et Gilles Groulx
- Montage : Michel Brault et Gilles Groulx
- Production : Louis Portugais
- Société de production : Office national du film du Canada
- Pays :  Canada
- Genre : Documentaire
- Durée : 15 minutes
- Dates de sortie : 
  -  Canada : 1958

## Commentaires

### Une œuvre de nature complexe
Ce film important se distingue de façon notable par l'approche « candid eye », plaçant pour la première fois dans l'histoire du cinéma les cinéastes au cœur de la réalité filmée — cela dans tous les sens du terme —, le son étant lui aussi pris en direct. Ce court-métrage, duquel ne sont pas absents des aspects comiques, est aussi vu comme une étape importante du cinéma anthropologique. Il capture, sans jugement, un phénomène social apparemment sans importance par son archaïsme et sa trivialité, une convention de raquetteurs se déroulant sur asphalte... On voit ainsi révélé par ce qui est une nouvelle distanciation documentaire des éléments de la culture populaire québécoise qui seraient autrement dédaignés. La caméra devient une sonde. Ce film en fait est au centre précis de la question de la vérité en documentaire.
La nature particulière et novatrice de cette œuvre demande, afin d'en bien éclairer sa pertinence sociale, technique, anthropologique et artistique, de faire l'histoire de sa genèse. Les principaux jalons historiques nécessaires à sa compréhension se trouve dans l'article sur le cinéma direct. Nous ne verrons ici que le contexte de création spécifique à cette œuvre importante, afin de comprendre l'étrange concours de circonstances et de personnalités ayant donné naissance à ce qui deviendra un acquis important pour la cinématographie mondiale.

### La prise de vue documentaire et leCandid Eye
Il existe déjà une sorte de documentaire nouveau genre au moment où arrive Les Raquetteurs.
Le « candid eye », assimilé historiquement au secteur anglais de l'ONF — et dont était dérivé une populaire émission de télé — consistait à faire la captation d'images prises à l'insu des sujets, dans des situations cocasses. Certains cinéastes de la future section française de l'ONF, tels que Brault, participent aux tournages de « candid eye » avec leurs collègues anglophones. On imagine que le contraste entre ces tournages sur le vif, et ceux de documentaires reconstitué en studio, qui étaient la norme d'alors, devait être saisissant. Pourtant si l'approche « candid eye » reflète une réelle préoccupation de saisir la vérité des gens filmés, il reste voyeur, voire malhonnête.
En effet la captation du réel s'accommode en « candid eye » de façons de faire clairement incompatible avec ce qu'on imagine aujourd'hui être un travail de documentariste sérieux : mise en scène, caméra cachée, un arsenal réservés de nos jours aux opérations secrètes et aux reportages très difficiles. C'est pourquoi l'on peut dire que la révolution qu'amène le cinéma direct sera autant dans l'éthique rigoureuse du tournage, que dans la plastique d'ensemble.
Il faut cependant nuancer le portrait de cette révolution et de sa pratique. D'abord il faut comprendre qu'on pourrait aisément trouver des segments que n'auraient pas désavoués les cinéastes du direct dans maints films documentaires de années 1920, 30, 40, etc. De plus et paradoxalement, des scènes entières tirés de films porte-étendards du « direct » sont le résultat de tournages en téléobjectifs (le cadreur est loin du sujet), et leur bande son peut-être faite de sons libres recalés, ou tirés d'autres scènes. Qu'est-ce qui a vraiment changé alors?

### L'intelligentsia québécoise et le peuple
Le cinéma direct naît au Québec dans ce qu'on appellera la « révolution tranquille ». Cette période d'émancipation culturelle et économique peut se comprendre succinctement par la convergence de trois phénomènes : le courant de décolonisation mondial, le développement de l'État-providence accompagné d'une laïcisation institutionnelle, ensemble rendus possibles par la croissance économique des Trente Glorieuses et par le baby boom québécois.
À l'époque, l'accès à l'éducation supérieure est très limité. Le Québec est gouverné en anglais, par une minorité. Les francophones sont, en grande majorité, ouvriers, manœuvres. Certains accèdent à des professions libérales. Le peuple est perçu par sa jeune intelligentsia comme aliéné, asservi. L'idéal de la révolution tranquille sera de partager cette conscience sociale et politique, d'améliorer les conditions du peuple québécois, de mener à l'indépendance nationale, de documenter cette transformation, tout en préservant les meilleurs traits des origines nationales.
On comprend ainsi la fantastique complexité du regard porté par les cinéastes sur leurs sujets documentaires. Ce regard sera à la fois amoureux et critique, intérieur et extérieur, politisé et archivistique, un ensemble de positions apparemment concurrentes qui amènent à une grande conscience de soi et de son travail pour le cinéaste documentariste du direct.
C'est précisément à ce niveau d'une prise de conscience élargie du processus de création documentaire que la contribution des cinéastes de l'ONF sera la plus importante.

## Les cinéastes et l'institution
Il aura fallu une institution en mutation, et trois jeunes hommes, pour permettre la création de cette œuvre qui sortait des sentiers battus.

### L'ONF
À sa création l'ONF est essentiellement un lieu de propagande, mise en place par John Grierson (cinéaste britannique) à la demande du Canada. Avec la guerre l'institution se met à jouer un rôle important au niveau de la propagande, tant au Canada qu'à l'étranger. Il s'agit de répondre à la propagande nazi. Ce travail se fait à Ottawa, en anglais. Avec le temps, une certaine part de la production sera traduite pour le Québec. Il n'y a alors de production originale en français, que de façon exceptionnelle, et cela vers la fin de la guerre, dans le contexte de la délicate promesse faite autour de la conscription.
Après la guerre, le gouvernement canadien, reste très réticent à mettre en place une section française, disant craindre une duplication interne coûteuse, et, on peut l'imaginer, une certaine perte de contrôle. Mais face à l'activisme des cinéastes francophones, et devant les pressions de l'opinion publique québécoise alors très sensible aux questions nationales, Ottawa cède. L'institution déménage même à Montréal, berceau de l'industrie canadienne du cinéma. Pour se donner une idée de l'esprit documentaire qui règne alors, il suffit de dire que les plans du studios de L'ONF qui sont alors construits à Montréal reproduisent en tous points (grille d'éclairage, ventilation passive, structure) ceux du modèle, le major hollywoodien : on aura seulement pris soin d'en réduire la taille au quart...

### Michel Brault
Issu d'une famille aisée, Michel Brault travaille à l' « Office » depuis quelques années lorsque l'on crée finalement la section française de l'agence, à laquelle il est immédiatement affilié. Il comprend et possède bien la technique du cinéma, même celle de l'éclairage « glamour » alors encore utilisé en documentaire.
Ainsi ses choix esthétiques ultérieurs -- éclairage épuré s'inspirant de la lumière ambiante ; prédilection pour le grand angulaire ; grande mobilité définie par les déplacements des personnages ; cadrages centrés sur la figure humaine au détriment du décor -- ne proviennent pas d'une méconnaissance de la photographie hollywoodienne. Ce sont des choix déterminés qui seront autant de révolutions au sein de l'ONF.
Brault connaît mal le peuple et le Québec quand il commence sa carrière. Il gardera longtemps un émerveillement d'enfant devant le pays que son travail de documentariste lui permet de découvrir.

### Gilles Groulx
Le cinéaste Gilles Groulx vient, quant à lui, d'un milieu modeste du quartier St-Henri à Montréal. Après des études commerciales dont il semble tirer peu de choses, Gilles Groulx entre à l'École des beaux-arts où il fait la rencontre de nombre d'artistes importants du milieu des arts visuels québécois. Groulx tourne d'abord des esquisses sur films de façon autonome, avec une Bolex. Sur cette base il est embauché ensuite comme monteur au service des nouvelles télé à Radio-Canada, expérience dont il tire une philosophie du montage et du cinéma (voir les citations plus bas).
Cinéaste exigeant, profondément engagé socialement, proche du Bertollucci des débuts et du Godard de toujours, il est un cinéaste très critique de la société québécoise, tant des conditions de vie des milieux populaires, des médias, que des intellectuels hésitants. Monteur d'un sens esthétique et d'une capacité d'analyse redoutable, il n'a pas encore vraiment fait sa marque à l'ONF quand il s'attaque aux Raquetteurs.

### Marcel Carrière
Marcel Carrière est le moins connu du trio. Sa filmographie à titre de réalisateur témoignage d'une vision amusée, moqueuse, paillarde du Québec. Travaillant à l'ONF à titre de preneur de son depuis déjà quelques années au moment du tournage de Les Raquetteurs, Carrière réalise tôt -- avec les ingénieurs du service technique de l'agence, tout le potentiel d'amélioration qui s'ouvre dans le domaine du son documentaire.
Toutefois, si Marcel Carrière a une connaissance au son qui vaut bien celle de ses collègues à l'image et au montage, il ne reste aujourd'hui de sa réflexion sur le médium cinéma et le documentaire que bien peu de traces. Marcel Carrière sera néanmoins de toutes les aventures technique sonores au sein de l'agence. Et c'est lui qui insiste pour tenter avec Les Raquetteurs les premiers plans directs de son synchro documentaire : ce qui sera finalement LA grande innovation du film au plan strictement technologique (voir Sprocketape) .
Pour ceux qui l'ont rencontré, Marcel Carrière est un homme aimable, rieur, voire moqueur, sans prétention, un homme qui noue rapidement contact avec les gens: cela présente les avantages pratique que l'on imagine en tournage documentaire, et contribuera certainement à l'humour bon enfant du film. Dix ans plus tard (en 1967), il signera comme réalisateur le film Avec tambours et trompettes, un film où les échos des Raquetteurs sont assez nombreux dans pour qu'on y voit exposée, comme en épilogue, cette vision tendre et amusée du cinéma direct qui est la sienne.

## La genèse en question
Pour important que puisse être Les Raquetteurs, il reste néanmoins le fruit d'un triple hasard.

### La commande
La direction de l'ONF avait demandé à Michel Brault le tournage d'un petit film de 4 minutes à être fait, comme c'était l'habitude à l'ONF, sous le modèle des News Reel ayant été établi pendant la guerre. C'est donc par un petit film insignifiant sur des raquetteurs que devait officiellement démarrer la section française de l'ONF.
Cela ne plaisait pas à Brault. Il voulait tenter de faire, pour lancer la section française, un film intéressant même sur ce sujet ingrat. Ajoutant un zéro, Brault falsifia le bon de commande et se trouva avec une bonne quantité de film pour approcher son petit tournage…

### Tournage initial, image et son
Comme on le sait, Carrière qui est retenu pour le son a quant à lui l'idée de tenter le tournage synchrone avec l'enregistreur Sproketape.
Brault lui fait l'emploi d'une technique qu'il a développé, la caméra à l'épaule.
Cette cohabitation historique entre le son et l'image est inégale. Certains plans sont faits au téléphoto pour éloigner la caméra du sujet et permettre une meilleure prise de son. D'autres plans sont faits avec une lentille grand angle, à l'épaule, ce qui était encore rarissime à l'époque, et qui implique une cohabitation et un ballet difficile entre le son et l'image. On improvise aussi les premières techniques de clap documentaire avec un carnet portant un numéro qui est tapé sur le micro. Certains plans encore sont faits plus classiquement, Brault faisant des images seul alors que Carrière fait de même avec le son.
Le résultat est on peut l'imaginer sans grand ligne directrice, et il est loin d'être convaincants pour les patrons qui demandent au visionnement des épreuves (rushes) que le petit film soit abandonné.

### Un montage fait en secret
Malgré le peu d'intérêt que portent les patrons de l'ONF au petit film, Gilles Groulx persiste. En cachette, prétextant d'autres travaux, le soir, la nuit, il travaille le matériel qu'on lui a remis, en dégage des lignes de forces. C'est ainsi que malgré les demandes de la direction de l'ONF d'abandonner ce projet, un film important voit le jour, fruit de sa réflexion sur une matière filmée des plus inhabituelles.

## Les suites du film
À un séminaire mené par Flaherty en Californie où Brault est invité à présenter Les Raquetteurs, le cinéaste fera la rencontre de Rouch qui est émerveillé par la nouveauté du film. Il invite Brault à Paris. Par Rouch, Brault rencontre Edgar Morin. Ils tournent ensemble Chronique d'un été. Ce sera une des premières suites directes du film.
De façon plus notable, en percevant la caméra et le micro comme des catalyseurs de contenu, Les Raquetteurs contribue puissamment à faire du documentaire un art de la recherche et de la création du sens. Le documentaire et le cinéma à sa suite ne sera jamais pareil, toujours plus mobile, toujours plus conscient de son processus de création du sens.
Au fil des ans, dans le public des médias de masse, cette constatation généralisée de la nature essentiellement éditoriale du documentaire participera, notamment, à l'élaboration d'une culture relativiste occidentale caractérisant la sensibilité post-moderne. Tous les points de vue se valent. Le rapport actuel du documentaire au cinéma en témoigne largement : les fictions aux airs de documentaire — à la Projet Blair Witch, et la télé réalité jetant désormais un flou sur toute recherche du vrai.

## Citations
- « Il y a deux façons de concevoir le cinéma du réel : la première est de prétendre donner à voir le réel ; la seconde est de se poser le problème du réel. De même, il y avait deux façons de concevoir le cinéma-vérité. La première était de prétendre apporter la vérité. La seconde était de se poser le problème de la vérité. » -- Edgar Morin

- « On ne voit plus le cinéma comme une aventure, comme une exposition de la vie, comme un moyen, encore tout nouveau, d'exploration de la pensée, comme une interrogation constante.  » « Propos sur la scénarisation » -- Gilles Groulx

- « Pour aller filmer les gens, pour aller parmi eux, avec eux, ils doivent savoir que nous sommes là, ils doivent accepter les conséquences de la présence de la caméra et ça nécessite l’utilisation d’un grand angulaire. La seule démarche légitime est celle qui sous-tend une sorte de contrat tacite entre les gens filmés et ceux qui filment, c’est-à-dire une acceptation mutuelle de la présence de l’autre. » -- Michel Brault

- « J’ai toujours dit que pour faire ce genre de cinéma, il faut pleurer d’un œil et de l’autre il faut penser à ce qui reste de pellicule dans le magasin. Une moitié du cerveau travaille sur l’émotion, et l’autre sur la technique, et en même temps. Or il y a nombre de réalisateurs qui se consacrent exclusivement au contenu. J’ai travaillé avec plusieurs réalisateurs qui « avaient une idée », mais n’avaient aucune « idée » comment la transformer en film. » -- Michel Brault

- « Un cinéaste est un journaliste : il doit informer et commenter. Ce qui compte, pour moi, dans un film, c'est la morale, c'est ce que l'auteur exprime. La technique n'a aucune valeur en soi. L'histoire aussi n'a pas de valeur, c'est le prétexte au film, c'est comme le modèle pour un peintre impressionniste. » La Crue, 15 septembre 1964 -- Gilles Groulx

- « Que chacun passe sa vie à s'occuper de sa vie, que chacun de nos films en soit un rappel. Un film, c'est la critique de la vie quotidienne. » Le Devoir, 20 décembre 1969 -- Gilles Groulx

- « Tout ce que nous avons fait en France dans le domaine du cinéma-vérité vient de l'ONF et de Brault. » Jean Rouch